# Bracciolo

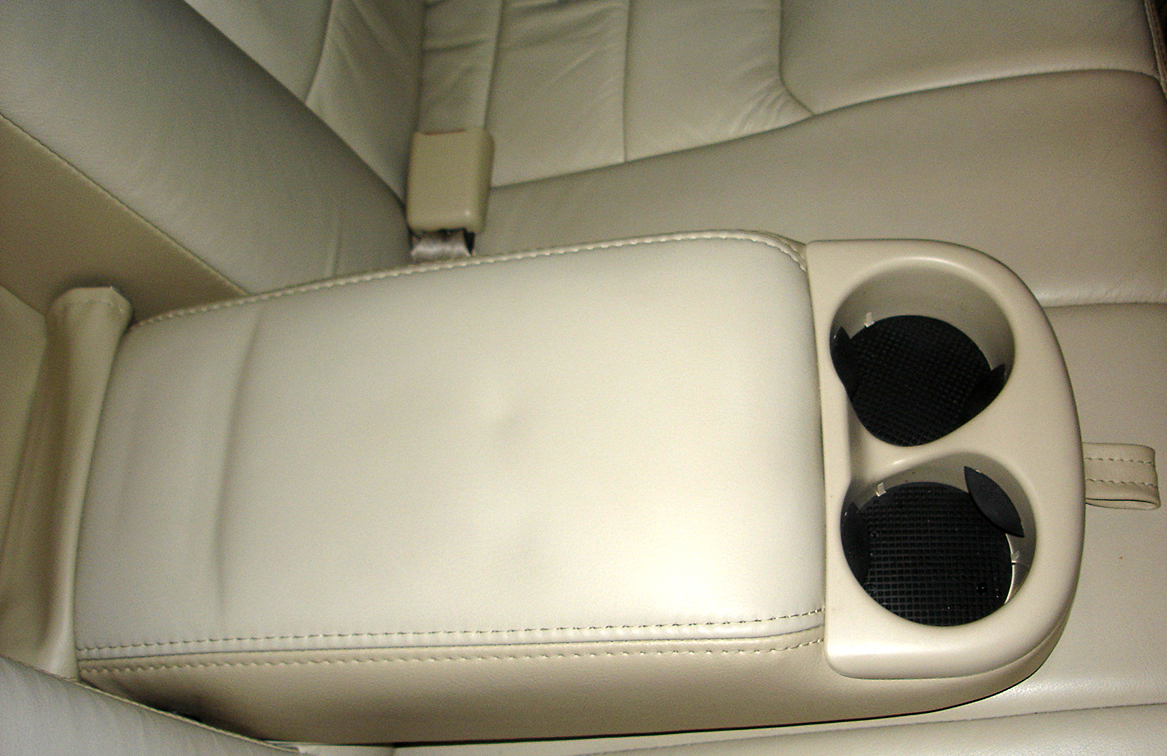
Bracciolo con portabicchieri di un'automobile

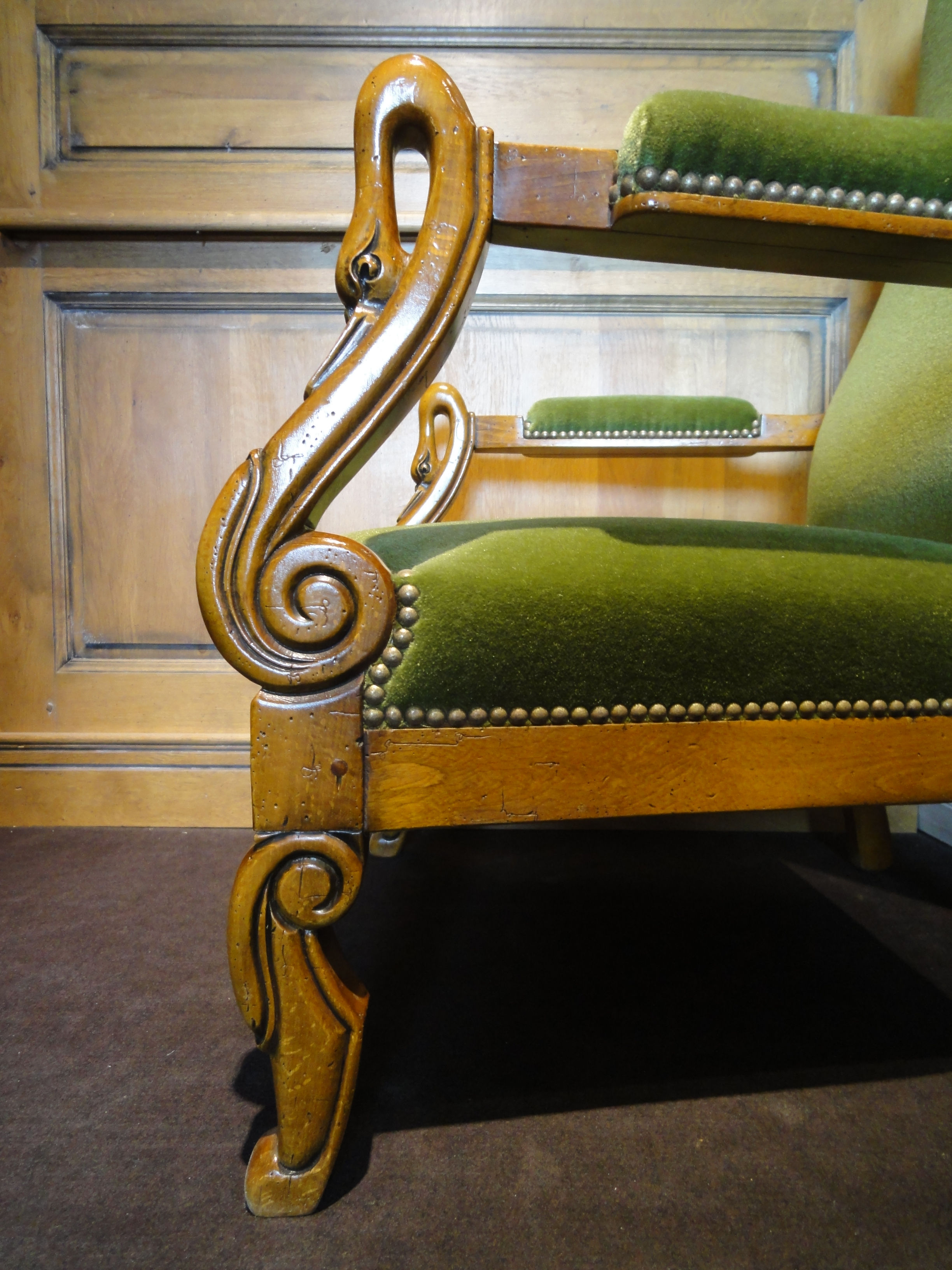
Poltrona con bracciolo

Il bracciolo è un elemento che delimita gli estremi di oggetti dedicati allo stare seduti, che serve, appunto, per appoggiare le braccia e che talvolta si alza rispetto al punto di seduta.
Lo si vive quotidianamente nel divano di casa, nelle poltrone, in alcune sedie e da anni viene inserito anche nelle autovetture, con il compito di migliorare il comfort durante il viaggio. 

## Nelle autovetture
Nelle autovetture il bracciolo è normalmente imbottito e rivestito di pelle o tessuto per abbinarsi ai sedili. In alcuni casi sotto al bracciolo è ricavato un vano portaoggetti. Le autovetture di maggiori dimensioni hanno spesso anche un bracciolo basculante nei sedili posteriori. Il braccio centrale detto bracciolo di riposo, o appoggia braccio,  è fondamentale nei lunghi viaggi perché viene posto direttamente sotto al braccio destro, cosicché il braccio appoggi naturalmente in posizione di riposo,  dando sollievo anche alle spalle, al collo e a tutta la colonna vertebrale.